# Replikátor (Star Trek)
Replikátor je přístroj používaný ve filmovém seriálu Star Trek k výrobě potravin i dalších průmyslových produktů. Toto zařízení je schopné vyrábět téměř jakékoliv zboží. 
V seriálu je hojně využíván pro přípravu některých nápojů či jídel, vedle vstupů přes klávesnici (dotykový displej) se dá také ovládat hlasem, stačí mu tedy udělit ústní pokyn, jako například: "Kávu, černou, bez cukru!", "Láhev šampaňského, ročník ... a růži!", "Newyorský tvarohový koláč!" atd.
Replikátory jsou k přípravě stravy využívány na lodích Hvězdné flotily, kromě série Star Trek:Enterprise kde připravoval jídlo ještě lodní kuchař.
Pomocí replikovaných dílů si například v sérii Star Trek: Voyager posádka lodi Voyager byla schopna vlastními silami i zdroji vyrobit zcela nový raketoplán: Deltaplán podle svého návrhu.
Replikátor nebo jeho výrobky se stávají i předmětem směnného obchodu s jinými civilizacemi, se kterými se lodi Hvězdné flotily na svých cestách po Galaxii setkávají.